# Kuroshioturris

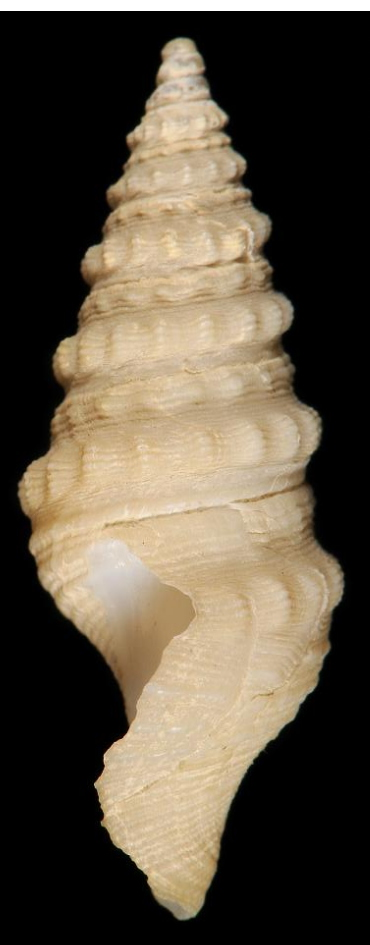
Kuroshioturris angustata (Powell, 1940); familie Turridae; Nieuw-Zeeland

Kuroshioturris is een geslacht van weekdieren uit de klasse van de Gastropoda (slakken).

## Soorten
- Kuroshioturris albogemmata Kuroda & Oyama, 1971
- Kuroshioturris angustata (Powell, 1940)
- Kuroshioturris putere Beu, 2011 †